# Descripción general de las leyes de armas por nación en el mundo
Las leyes y políticas sobre armas de fuego, denominadas colectivamente regulación de armas de fuego o control de armas, regulan la fabricación, venta, transferencia, posesión, modificación y uso de armas pequeñas por parte de civiles. Las leyes de algunos países pueden otorgar a los civiles el derecho a poseer y portar armas, y tienen leyes de armas más liberales que las jurisdicciones vecinas. Los países que regulan el acceso a las armas de fuego generalmente restringirán el acceso a ciertas categorías de armas de fuego y luego restringirán las categorías de personas a las que se les puede otorgar una licencia para acceder a dichas armas de fuego. Puede haber licencias separadas para caza, tiro deportivo (también conocido como tiro al blanco), defensa personal, recolección y porte oculto, con diferentes conjuntos de requisitos, permisos y responsabilidades.
Las leyes sobre armas a menudo se promulgan con la intención de reducir el uso de armas pequeñas en actividades delictivas, especificando las armas que se perciben como capaces de infligir el mayor daño y las que se ocultan más fácilmente, como las pistolas y otras armas de cañón corto. Las personas a las que se les restringe el acceso legal a las armas de fuego pueden incluir a personas menores de cierta edad o que tengan antecedentes penales. Las licencias de armas de fuego pueden negarse a quienes se sientan en mayor riesgo de hacerse daño a sí mismos o a otros, como personas con antecedentes de violencia doméstica, trastorno por consumo de alcohol o trastorno por consumo de sustancias, enfermedad mental, depresión o intento de suicidio. Es posible que quienes soliciten una licencia de armas de fuego deban demostrar su competencia completando un curso de seguridad de armas y mostrar provisión para un lugar seguro para almacenar armas.
La legislación que restringe las armas pequeñas también puede restringir otras armas, como explosivos, ballestas, espadas, armas de electrochoque, pistolas de aire y gas pimienta. También puede restringir los accesorios para armas de fuego, en particular los cargadores de gran capacidad y los supresores de sonido. Puede haber restricciones sobre la cantidad o los tipos de municiones compradas, con ciertos tipos prohibidos. Debido al alcance global de este artículo, no se puede proporcionar una cobertura detallada de todos estos asuntos; en cambio, el artículo intentará resumir brevemente las leyes de armas de cada país con respecto al uso y propiedad de armas pequeñas por parte de civiles.

## Vocabulario y terminología
Algunos términos se utilizan en varios países en el contexto de las leyes de armas. Estos incluyen lo siguiente:
- emitirá: la concesión de una licencia o permiso requerido está sujeta únicamente a que el solicitante cumpla con determinados criterios establecidos en la ley; la autoridad otorgante no tiene discrecionalidad en la concesión de licencias.
- puede emitir: la concesión de un permiso o licencia requerida queda parcialmente a discreción de las autoridades locales. Algunas jurisdicciones pueden proporcionar vías administrativas y legales para que un solicitante apele la denegación de un permiso, mientras que otras no.
- sin problema: la concesión de un permiso o licencia requerida está prohibida o, como máximo, solo se permite en ciertas circunstancias muy limitadas.

Las leyes de armas pueden clasificarse por países de acuerdo con algunas características comunes específicas:
- Yemen y la mayoría de los estados de EE. UU. no requieren ningún permiso para la adquisición de la mayoría de los tipos de armas de fuego, lo que significa que cualquier persona que no esté prohibida puede comprarlas a comerciantes autorizados.
- Algunos países, incluidos Austria, Liechtenstein y Suiza, tienen licencia parcial, lo que significa que cualquier ciudadano no prohibido puede comprar rifles de repetición y escopetas de acción de ruptura de distribuidores autorizados y solo se requiere un permiso para pistolas y armas de fuego semiautomáticas.
- Algunos países permiten la posesión de armas de fuego sin una buena razón o con una simple declaración de razón. Por ejemplo, en Austria, mientras que la ley requiere que el solicitante tenga una buena razón para adquirir una licencia para un arma de fuego, la autodefensa en el hogar se acepta como una buena razón. Canadá y Nueva Zelanda no requieren una buena razón para que los solicitantes adquieran la mayoría de los tipos de armas largas, aunque sí lo requieren para armas restringidas como pistolas.
- Algunos países requieren que el solicitante demuestre una buena razón para obtener una licencia de armas de fuego. En algunos, como Polonia y Malta, la ley establece explícitamente la lista de buenas razones y condiciones que deben cumplirse, mientras que en otros, como Kenia y el Reino Unido, la ley no especifica qué constituye una buena razón, sino que lo deja a discreción de las autoridades.
- En algunos países, como China, Japón y Myanmar, solo las personas que cumplen con requisitos estrictos pueden poseer armas de fuego y se emiten pocas licencias.
- En algunos países, incluidos Camboya, Eritrea y las Islas Salomón, la posesión de armas de fuego por parte de civiles está completamente prohibida.

## Comparación
Esta sección utiliza las expresiones "debe emitir" y "puede emitir", que son en parte específicas y están definidas por el sistema estadounidense de regulaciones de armas de fuego.
     No se requiere permiso para armas semiautomáticas
     Partialmente con licencia – armas largas de repetición sin permiso, semiautomáticas con permiso
     permitido con permiso – no se requiere una buena razón o simple declaración de razón1
     permitido con permiso –  buena razón (como licencia de tiro deportivo o prueba de peligro para la vida requerida). 1
     Prohibido con excepciones o en la practica – se emiten pocas licencias
     Prohibido – civiles están prohibidos de obtener armas de largo alcance
1Algunos países en estas categorías pueden imponer restricciones adicionales o prohibir las armas largas semiautomáticas.
- El mapa describe la política con respecto a la obtención de nuevas armas de fuego, independientemente de si las armas de fuego que se produjeron antes de la prohibición fueron cláusula de exención.
     No se requiere permiso – No se requieren permisos o licencias para obtener armas de fuego.
     permitido con permiso – no se requiere una buena razón o simple declaración de razón
     permitido con permiso –  se requiere una buena razón (como una licencia de tiro deportivo o prueba de peligro para la vida)
     Prohibido con excepciones o en la practica – se emiten pocas licencias
     Prohibido –civiles están prohibidos de obtener armas de largo alcance 
- El mapa describe la política con respecto a la obtención de nuevas armas de fuego, independientemente de si las armas de fuego que se produjeron antes de la prohibición fueron cláusula de exención.

## África
La Declaración de Bamako sobre una Posición Común Africana sobre la Proliferación, Circulación y Tráfico Ilícitos de Armas Pequeñas y Ligeras fue adoptada en Bamako, Malí, el 1 de diciembre del 2000 por los representantes de los 51 estados miembros de la Organización para la Unidad Africana (OUA). Las disposiciones de esta declaración recomiendan que los signatarios establezcan la posesión ilegal de armas pequeñas y ligeras como un delito penal en la legislación nacional de sus respectivos países.

### Botsuana
La ley de Botsuana permite la posesión de escopetas y rifles únicamente. El gobierno ha puesto un límite en la cantidad de licencias emitidas cada año: solo 50 personas pueden recibirlas, sin importar cuántas las soliciten, lo que significa que la tasa de aceptación suele ser inferior al 1%.
Actualmente hay 34.550 (o 1,5 por cada 100 personas) armas de fuego registradas.

### República Centroafricana
Oficialmente, solo 139 personas tienen permiso para poseer armas de fuego en la República Centroafricana, en su mayoría miembros del parlamento. Tienen derecho a poseer una escopeta calibre 12 y una pistola automática de 9 mm. Independientemente, la posesión y el porte ilegales de armas de fuego están muy extendidos en la República Centroafricana, gran parte de las cuales están bajo el control de diferentes grupos armados. Las milicias antibalaka y ex-Seleka poseen y portan escopetas caseras, rifles automáticos y lanzacohetes.

### Chad
Una ley sobre armas de fuego aprobada en 1968 requiere un permiso para poseer un arma de fuego en Chad que debe renovarse anualmente. Esta ley no especifica ninguna condición que deba cumplirse para obtener una licencia, excepto un sello fiscal que debe pagarse, entre 500 y 3000 francos CFA según el tipo de arma de fuego. [Ley 93] Teniendo en cuenta que en 2017 el gobierno de Chad aumentó 5 millones de francos de la emisión de licencias de armas de fuego significaría que hay entre 1.666 y 10.000 licencias de armas de fuego activas en Chad o entre 0,01 y 0,06 por cada 100 personas.

### Yibuti
La posesión de armas de fuego en Yibuti está generalmente prohibida, excepto cuando el jefe de Estado otorga permisos especiales en circunstancias excepcionales.

### Eritrea
Las armas de fuego en Eritrea están completamente prohibidas para uso civil sin excepciones.

### Esuatini
Los tipos de armas de fuego permitidos en Esuatini son escopetas, revólveres, pistolas y rifles. Para obtener una licencia, se debe obtener la aprobación del consejo del Jefe Local, el Comandante de la Estación Local, el Administrador Regional, el director de Delitos en la Jefatura de Policía, el Oficial de Licencias/Registrador del Registro de Armas de Fuego, la Junta de Licencias y, por último, el Comandante de la Estación de Policía. Los requisitos incluyen una posición general en la comunidad. La tasa de aceptación de solicitudes es de alrededor del 57% a partir de 2002.

### Gambia
La ley actual establece que las licencias de armas de fuego son un privilegio en Gambia y las autoridades tienen plena discreción para emitirlas.

### Ghana
La ley de armas de fuego en Ghana permite la adquisición de escopetas y pistolas (pistolas y revólveres). Requiere que cada arma de fuego se vuelva a registrar cada año; sin embargo, esto es ampliamente ignorado. De 1.230.000 personas que compraron legalmente un arma, solo 40.000 vuelven a registrar sus armas cada año. A diferencia de otros países africanos, las pistolas son populares en Ghana. Por ejemplo, en la Gran Región de Acra, el 74,4 % de las personas que adquirieron armas legalmente en 2020 eligieron revólveres, mientras que el 21 % eligió escopetas. En la región de Ashanti, el 45,5% eligió escopetas, mientras que el 21,5% eligió revólveres.

### Kenia
La regulación de armas en Kenia está establecida por la Ley de Armas de Fuego (Cap. 114) de Kenia.  La Ley establece: "Ninguna persona menor de doce años deberá tener en su poder un arma de fuego o municiones a las que se aplique la Parte II, y ninguna persona menor de catorce años deberá tener en su poder un arma de fuego o municiones a las que se aplique la Parte II. se aplica que no sea un rifle en miniatura que no exceda el calibre 0.22 o una escopeta cuyo calibre no sea mayor que el calibre 20, y municiones adecuadas para ello, excepto en circunstancias en las que tenga derecho a poseerlas sin tener un certificado de armas de fuego en virtud de la subsección ( 8), subsección (9) o subsección (10) de la sección 7; y ninguna persona entregará la posesión de tales armas de fuego o municiones a ninguna persona que sepa o tenga motivos para creer que es menor de doce o catorce años. años, según el caso, excepto en las circunstancias en que esa otra persona tenga derecho a su posesión".
El Oficial Principal de Licencias (CLO) tiene discreción para otorgar, denegar o revocar licencias de armas de fuego. Los solicitantes deben tener 21 años de edad o más, pasar una estricta verificación de antecedentes por actividad delictiva, salud mental y violencia doméstica, e indicar las razones genuinas de su necesidad de poseer y portar un arma de fuego de forma privada. Los controles se repiten con regularidad y la falta de aprobación da lugar a la revocación inmediata de la licencia. Una vez que se obtiene la licencia para poseer un arma, no se requiere ningún permiso adicional para portar un arma de fuego oculta.

### Lesoto
Los solicitantes de posesión de armas de fuego deben obtener una carta de referencia del jefe o jefe de la aldea. Posteriormente se envía a las comisarías locales para su aprobación, luego a la policía distrital para su aprobación y luego al Servicio de Seguridad Nacional para su aprobación final.

### Liberia
Liberia solo permite la posesión de escopetas de un solo cañón con fines de caza. Las agencias de seguridad privada tienen prohibido armar a sus empleados. Sin embargo, algunos delincuentes tienen armas de fuego automáticas, particularmente rifles estilo AK. Se cree que estos son restos de la guerra civil intermitente del país que duró una década. También es probable que las armas de fuego automáticas crucen las porosas fronteras del país con Guinea, Costa de Marfil y Sierra Leona. Estos países tienen leyes de propiedad de armas más liberales. Todos los vecinos de Liberia han experimentado algún tipo de conflicto armado en las últimas dos décadas, dejándolos inundados de armas automáticas ilegales. La Unidad de Respuesta a Emergencias (ERU), la única unidad armada dentro de la Policía Nacional de Liberia, responde a incidentes armados, particularmente robos a mano armada.
La Ley de Control de Armas de Fuego y Municiones de Liberia de 2015 regula la posesión y el uso de armas pequeñas y ligeras en el país. La tenencia ilícita de armas pequeñas y ligeras constituye una falta de primer grado y se sanciona con una pena de prisión no mayor de un año y el decomiso del arma o municiones poseídas ilícitamente.

### Mozambique
No hay comerciantes de armas de fuego con licencia en Mozambique, por lo tanto, cualquier persona que desee obtener una debe viajar a un país diferente (generalmente Sudáfrica), comprar armas, luego regresar, entregarlas a las autoridades y pedirles que les permitan obtenerlas.

### Namibia
Namibia permite la propiedad de armas de fuego bajo licencia, que se emite en mayo. En 2017, la policía de Namibia emitió 7647 licencias de armas de fuego a partir de 9239 solicitudes, por lo que la tasa de aceptación ronda el 83 %.  En general, actualmente hay 200.100 armas de fuego registradas en Namibia o 9 por cada 100 personas. Los tipos de armas de fuego más populares propiedad de civiles son pistolas (46 %), rifles (34 %) y escopetas (24 %). Está permitido portar armas de fuego ocultas descargadas en público.

### Ruanda
En 2019, Ruanda aprobó una nueva ley que trata sobre la posesión de armas de fuego. Establece que las autoridades tienen total discreción al determinar si las personas pueden poseer armas de fuego y, por lo tanto, pueden denegar las solicitudes sin motivo, incluso si alguien cumplió con todos los requisitos.

### Senegal
Senegal tiene una estricta legislación sobre armas. Las solicitudes de licencias de armas de fuego no necesitan especificar un motivo. Una solicitud requiere: copia de la cédula de identidad, antecedentes penales, chequeo médico, cuatro fotos, sello fiscal y prueba de personalidad. Las decisiones deben tomarse después de unos meses.
La propiedad de armas es muy rara, sin embargo, los números van en aumento. En 2016, la policía de Senegal emitió 1000 licencias y rechazó 250 (tasa de aceptación del 80 %), en comparación con las 456 de 2011. En 2017, se estimó que la policía emitió más de 7000 licencias en total (0,04 por cada 100 personas).

### Sierra Leona
En 2012, Sierra Leona legalizó la posesión de armas después de 16 años de aplicación de una prohibición total. De acuerdo con la ley, las autoridades tienen discrecionalidad para determinar si las personas tienen buenas razones para poseer armas de fuego.

### Somalia
El embargo de la ONU promulgado en 1992 prohíbe la importación de cualquier arma de fuego a Somalia excepto para las fuerzas de seguridad. El gobierno somalí no permite la producción nacional de armas de fuego y no otorga licencias a tiendas de armas de fuego, lo que prohíbe de hecho la adquisición de armas de fuego por parte de civiles. Sin embargo, esto es ampliamente ignorado y la posesión y venta ilegal de armas de fuego está muy extendida en Somalia.

### Somalilandia
De acuerdo con la ley de control de armas de 2010, los residentes de Somalilandia pueden poseer armas de fuego con el fin de defender la vida y la propiedad. La ley especifica que las pistolas y los rifles automáticos AK están permitidos y también menciona que se pueden permitir otros. Solo se puede registrar un arma de cada tipo. La tenencia de más de un arma de cada tipo requiere justificación y se concede sólo para personas jurídicas. Los permisos para registrar un arma se otorgan a personas mayores de 18 años sin antecedentes penales. El permiso debe renovarse cada año. Tanto los ciudadanos como los residentes pueden registrar armas de fuego y pueden ser heredadas. La venta de armas de fuego está limitada al gobierno y a los comerciantes autorizados. Están prohibidas las armas de guerra como morteros, bombas, armas químicas y silenciadores. Está prohibido portar armas de fuego abiertamente. [Ley 94] La importación de armas de fuego es actualmente imposible debido al embargo de la ONU.

### Sudáfrica
Para solicitar una licencia de armas de fuego en Sudáfrica, los solicitantes deben aprobar una prueba de competencia que cubra el tipo específico de arma de fuego que se está solicitando, y una prueba sobre las leyes de armas de fuego de Sudáfrica. Una vez que se pasan estas pruebas, se debe solicitar un certificado de competencia, donde el Servicio de Policía de Sudáfrica realiza una verificación de antecedentes y una inspección de las instalaciones donde se almacenará el arma de fuego. Una vez que se superan ambas pruebas y se otorgan los certificados respectivos, se puede solicitar una licencia de armas de fuego en categorías que van desde la defensa personal hasta la caza profesional. Las diferentes categorías de licencia tienen diferentes restricciones, por ejemplo, la cantidad de municiones que pueden tener los propietarios. Se permite el uso de armas para cazar.

## América

### Argentina
Las armas de fuego en Argentina están restringidas, siendo reguladas por la ANMaC (Agencia Nacional de Materiales Controlados) desde octubre de 2015. Dicha agencia reemplazó al RENAR (Registro Nacional de Armas de la República Argentina), siendo ambas dependencias del Ministerio de Justicia y Derechos Humanos. Para poseer un arma de fuego en Argentina, uno debe ser un usuario legítimo. Los solicitantes deben: tener 21 años de edad o más, proporcionar un certificado médico que certifique que están física y mentalmente en forma, completar un curso de seguridad, proporcionar un medio legítimo de ingresos y someterse y aprobar una verificación de antecedentes. A un solicitante exitoso se le toman las huellas dactilares y se le otorga una licencia que debe renovarse cada cinco años. Uno no puede descargar legalmente un arma de fuego en Argentina si no es un usuario legítimo, incluso si esa arma pertenece a otra persona. Una vez que un usuario legítimo desea comprar un arma de fuego, debe proporcionar un lugar seguro para almacenar las armas de fuego y dar una razón aceptable para querer un arma de fuego, como coleccionismo, tiro al blanco, caza, negocios o defensa propia en el hogar.
Las armas de fuego deben comprarse a través de un registro autorizado registrado en la ANMaC. Si se hereda un arma de fuego, se debe presentar un formulario de reinscripción. No hay límite en la cantidad de armas de fuego que se poseen, siempre y cuando estén debidamente almacenadas. Las ventas de municiones se registran pero son ilimitadas.
Los permisos de porte para los propietarios de armas de fuego con licencia son extremadamente difíciles de obtener y requieren comparecer ante la junta de ANMaC para presentar su caso. Los permisos de transporte se renuevan anualmente para volver a examinar su peligro "claro y presente", y el permiso generalmente se revoca de inmediato si se elimina este peligro. Aquellos que comercian con dinero u objetos de valor o con seguridad privada pueden recibir un permiso de porte comercial.
Las pistolas de calibre superior a .32 son de uso condicional; Las armas de fuego totalmente automáticas están prohibidas para los civiles. Los rifles de cerrojo de más de .22, los rifles largos y semiautomáticos de más de .22 y los rifles largos con un cargador no desmontable son de uso condicional; Están prohibidos los rifles completamente automáticos y los rifles semiautomáticos de más de .22, y los rifles largos con cargadores desmontables. Las escopetas semiautomáticas y las escopetas con cañones de entre 380 y 600 mm (15 y 24 pulgadas) de largo son de uso condicional; Se prohíben las escopetas totalmente automáticas y las escopetas con cañones de menos de 380 mm (15 pulgadas).

### Belice
Los residentes permanentes o ciudadanos de Belice pueden poseer un arma después de una verificación de antecedentes. El calibre máximo es de 9 mm, y uno puede tener solo 100 rondas en un momento dado. Las licencias están disponibles para que los agricultores tengan escopetas para proteger el ganado, así como para la caza y la protección personal. Las armas de fuego pueden importarse, pero deben declararse antes de la llegada. Las armas importadas serán incautadas por la policía y registradas antes de que se otorgue la licencia.

### Brasil
Todas las armas de fuego en Brasil deben estar registradas. La edad mínima para poseer es de 25 años, y se exigen certificados de aptitud y salud mental antes de adquirir un arma de fuego y cada diez años a partir de entonces. Por lo general, es ilegal portar un arma de fuego fuera de la residencia, comercio/tienda o granja. El Decreto N° 5.123, de 1 de julio de 2004, permite a la Policía Federal decomisar armas de fuego que no posea por causa justificada.
Se cree que el número total de armas de fuego en Brasil oscila entre 14 y 17 millones, y se estima que 9 millones no están registradas. En un referéndum de 2005, los brasileños votaron en contra de una propuesta del gobierno para una prohibición total de la venta de armas de fuego a particulares.
En enero del 2019, el presidente Jair Bolsonaro firmó una orden ejecutiva que flexibilizó las leyes de armas de Brasil al eliminar el poder discrecional de la policía para rechazar solicitudes de licencia.
Actualmente hay más de un millón de armas legalmente registradas por civiles.
El 5 de septiembre el ministro de la Corte Suprema, Luiz Edson Fachin, invalidó algunos decretos firmados por el presidente Bolsonaro. Esas decisiones, se denominan ADI 6119, ADI 6139 y ADI 6466 (https://portal.stf.jus.br/noticias/verNoticiaDetalhe.asp?idConteudo=494468&ori=1). La acción inmediata de esas ADI fue la prohibición de adquirir cualquier arma de fuego para protección del hogar y la compra de municiones para cualquier civil del país. Esas ADI también afectaron en alguna medida a los deportes de tiro, al prohibirse la adquisición de armas de fuego de calibres restringidos.

### Canadá
Las leyes de armas de fuego de Canadá se establecen en la Ley de Armas de Fuego. La RCMP (policía federal) distribuye la licencia de posesión y adquisición (PAL) y requiere tomar un curso de seguridad de armas de fuego y aprobar una prueba, una verificación de antecedentes y entrevistas de referencia. El PAL permite la compra de los rifles y escopetas deportivos más populares. Un PAL restringido (RPAL) tiene un curso adicional para armas restringidas, que tienen mayores requisitos de almacenamiento. Las dos razones principales para poseer armas de fuego son el tiro al blanco y la caza.
Está prohibido portar armas de fuego para la autodefensa contra amenazas humanas sin un permiso. Estos permisos generalmente solo se otorgan a la policía y a aquellos en una profesión que implica el transporte de bienes valiosos, como el personal de vehículos blindados. La RCMP también puede emitir un permiso de Autorización para portar a particulares sobre la base de que la vida de una persona está en peligro inminente y la protección policial es inadecuada. Estos permisos rara vez se emiten. En la década de 1990, se reveló que el concejal de la ciudad de Toronto, Norm Gardner, tenía dicho permiso cuando le disparó a un hombre que estaba cometiendo un robo. A octubre de 2018, solo se emitieron activamente dos permisos para la protección de la vida en el país..
Se puede obtener un permiso de Autorización de porte para la protección contra animales salvajes. Sin embargo, estos solo se entregan a un trampero profesional con licencia o a personas en una profesión que los expone a animales peligrosos en áreas remotas. Sin embargo, el solicitante debe demostrar por qué no es posible llevar un rifle o una escopeta, y debe elegir un arma de fuego que sea apropiada para las circunstancias.

En Canadá, las armas de fuego se clasifican en una de tres categorías:
- No restringido: armas largas con una longitud total superior a 26 pulgadas (660 mm) y semiautomáticas con un cañón de más de 18,5 pulgadas (470 mm). Estos se pueden poseer con un PAL ordinario y son la única clase de armas de fuego que se pueden usar para cazar.
- Restringido: Esto incluye pistolas con longitudes de cañón superiores a 4,1 pulgadas (105 mm) y armas largas que no cumplen con los requisitos de largo para no restringido pero no están prohibidos. Estas armas requieren ATT, por lo que solo se pueden disparar a distancia.
- Prohibido: Estas armas generalmente no pueden ser poseídas por civiles e incluyen armas totalmente automáticas y muchas armas militares, armas de asalto de grado militar y pistolas con un cañón de 4,1 pulgadas (105 mm) o menos, y aquellas con recámara de .25 y cartuchos .32. Normalmente, la única forma de poseerlos es mediante derechos adquiridos o por herencia. La mayoría de los cargadores para armas largas semiautomáticas capaces de contener más de 5 cartuchos de percusión central o 10 cartuchos para pistolas están prohibidos.
- Las armas de fuego restringidas y prohibidas solo se pueden usar en un campo de tiro aprobado y no se pueden usar para cazar.[38] El transporte de armas de fuego que cumplen con estas clasificaciones está restringido por un permiso de Autorización de Transporte (ATT), y solo pueden transportarse hacia y desde los campos de tiro aprobados en un estuche cerrado.

Los no ciudadanos pueden obtener una declaración de armas de fuego de no residente de un oficial de aduanas, para una autorización temporal de 60 días para traer un arma de fuego no prohibida a Canadá.

### Chile
En Chile, el artículo 103 de la Constitución declara la tenencia de armas como un derecho irrevocable que se ejerce de acuerdo a una ley especial. Las armas de fuego están reguladas por la policía. La propiedad de armas por parte de civiles está permitida por la constitución, pero deben contar con hoja de vida intachable, sin antecedentes ni detenciones (una persona detenida pero no acusada debe obtener un visto bueno de la fiscalía) y una acreditación que se renueva cada 5 años, y autorización para comprar arma. Para la acreditación se requiere certificado de aptitud física y mental emitido por un médico psiquiatra certificado por la DGMN, diploma de cursos de cuidado y uso para cada tipo de arma que se desea acreditar, pasar un examen de acreditación con puntaje sobre 75%. Par la inscripción de armas existen requisitos adicionales, como la verificación del domicilio por parte de la policía, medidas de seguridad (ej. caja fuerte, barrotes de metal en ventanas de casas y departamentos) donde será almacenada el arma de fuego, tener una razón justificada por la cual se desea obtener una autorización de compra de fuego. Gracias a esto, no se tienen registros de que armas de fuego debidamente inscritas hayan sido empleadas por sus dueños en la comisión de delitos pero si ha habido numerosos casos en los que miembros de las policías y fuerzas armadas han traficado armas a bandas criminales y carteles.
Los permisos de armas de fuego emitidos por la policía requieren que los solicitantes tengan 18 años de edad, proporcionen un certificado de salud mental emitido por un psiquiatra, tengan antecedentes penales limpios sin acusaciones de violencia doméstica y aprueben una prueba escrita sobre seguridad y conocimiento de armas de fuego. La aprobación final recae en un comandante de policía del distrito, quien puede denegar el permiso en "casos justificados" no detallados por la ley. Hay cinco tipos de permisos:
- Un permiso de defensa que permite la posesión de 2 armas de fuego que deben permanecer en la dirección declarada.
- Un permiso de caza que requiere una licencia de caza y permite hasta 6 armas de fuego.
- Un permiso deportivo que requiere membresía en un club de tiro registrado y también permite hasta 6 armas de fuego. Los menores de 18 años pueden obtener este permiso.
- Un permiso de colección permite poseer hasta 100 armas de fuego y no permite que el titular posea municiones.
- Cada uno de estos permisos tiene límites en los tipos de armas de fuego que se utilizan y permite que un permiso emitido por la policía compre una cantidad específica de municiones apropiadas en una tienda de armas específica. Se requieren permisos de transporte para llevar armas de fuego desde la residencia del titular del permiso a un campo de tiro o coto de caza específico, y son válidos por dos años. Las armas de fuego transportadas deben estar descargadas y no adheridas al cuerpo.

Un permiso de autodefensa permite portar un arma de fuego para protegerse contra amenazas humanas específicas. Dichos permisos son válidos por un año, pero como el comandante de policía puede denegar las solicitudes sin indicar el motivo, rara vez se emiten. Las armas de fuego automáticas están prohibidas para uso civil.

### Cuba
La ley de control de armas promulgada en 2008 en Cuba divide las licencias de armas de fuego en seis categorías:
- El primer permiso de autodefensa permite la posesión y portación de pistolas o revólveres. Se expide para las personas que lo requieran por su trabajo en seguridad o que estén autorizados por el Ministerio del Interior,
- El segundo permiso de autodefensa permite el porte de pistolas, revólveres y escopetas por parte de los empleados de las empresas de seguridad durante el desempeño de sus funciones,
- El permiso de caza permite la posesión de escopetas,
- El permiso de tiro deportivo permite la tenencia, porte y uso en lugares autorizados de rifles, escopetas, pistolas y revólveres,
- El quinto permiso permite la tenencia, portación y uso de armas de fuego con fines cinegéticos, deportivos y científicos por parte de personas jurídicas.
- El permiso de colección permite la tenencia de armas de fuego con valor histórico.

### Colombia
El artículo 3 de la ley de armas de fuego de Colombia establece que los civiles pueden poseer armas de fuego solo mediante un permiso emitido a discreción de la autoridad competente.
En 1993, Colombia legisló la propiedad de armas, estableciendo efectivamente un monopolio gubernamental de licencias. En 2016, el presidente de Colombia, Juan Manuel Santos, firmó una orden ejecutiva que suspendía a los civiles del porte de armas de fuego, con algunas excepciones que incluyen detalles de seguridad, caza, defensa privada y colección. Fue prorrogado en 2018 por el recién elegido presidente Iván Duque, aunque con la estipulación añadida: "por razones de emergencia o seguridad... tomando en consideración, entre otros factores, las circunstancias particulares de cada solicitud". Se ha preparado una impugnación legal a esta modificación.

### Costa Rica
Solo los ciudadanos y residentes permanentes de Costa Rica pueden poseer armas de fuego: pistolas (hasta tres), rifles (hasta tres para uso deportivo; la caza es ilegal en Costa Rica) y armas semiautomáticas entre los calibres de 5.6 a 18.5 milímetros.
Los extranjeros que deseen ingresar armas al país deben solicitarlo al Ministerio de Seguridad Pública y declararlo cuando lleguen a la aduana, quien lo retendrá hasta que pasen por el proceso de registro. Las armas de fuego se pueden comprar en una tienda de armas con licencia o en un particular. Los propietarios de armas deben tener antecedentes penales limpios en Costa Rica y deben pasar un examen psicológico.

### El Salvador
Las leyes de El Salvador tienen como objetivo permitir y regular la posesión de armas de fuego por parte de civiles. Para obtener una licencia de armas de fuego, uno no debe tener antecedentes penales, tener al menos 21 años de edad (24 para una licencia de portación), pagar un timbre fiscal y someterse a una prueba escrita. En 2017 había 344.587 armas de fuego registradas en El Salvador, o 5,6 por cada 100 habitantes.

### Estados Unidos

Un mapa de leyes de porte de armas en los Estados Unidos
Legal sin necesidad de permiso/licencia
Legal sin necesidad de permiso/licencia; posibles restricciones locales
Legal con permiso/licencia
Ilegal

En los Estados Unidos, las armas de fuego están reguladas por leyes federales y estatales individuales. Las leyes federales sobre armas de fuego son aplicadas por la Oficina de Alcohol, Tabaco, Armas de Fuego y Explosivos (ATF). Las leyes estatales y locales sobre armas de fuego, que varían mucho, son aplicadas por las autoridades estatales y locales. El derecho a poseer y portar armas ha sido protegido por la Segunda Enmienda de la Constitución desde 1791,  aunque hubo una falta de sentencias claras de los tribunales federales que definieran el derecho en relación con el servicio militar hasta que la Corte Suprema de los EE. UU. dictaminó que protege el derecho de cualquier individuo. mantener y portar armas no relacionadas con el servicio en una milicia para fines tradicionalmente lícitos, como la autodefensa dentro del hogar y en público, en District of Columbia v. Heller (2008) y New York State Rifle & Pistol Association, Inc. v Bruen (2022). La Corte Suprema afirmó en McDonald v. Ciudad de Chicago (2010) que la Segunda Enmienda está incorporada por la Cláusula del Debido Proceso de la Decimocuarta Enmienda y, por lo tanto, se aplica a las leyes estatales y locales, así como a las leyes federales. La mayoría de las constituciones estatales también garantizan este derecho, aunque existen algunas variaciones en todo el país, ya que las leyes federales y estatales se aplican a la posesión y propiedad de armas de fuego.
La propiedad de armas de fuego en los Estados Unidos es por derecho y no requiere licencia ni prueba de necesidad. A nivel federal, no existe una edad mínima para poseer armas largas; 18 es la edad mínima para poseer armas de fuego. Para comprar a un distribuidor autorizado, uno debe tener 18 años para armas largas y 21 para armas cortas. Los requisitos de edad respectivos se aplican a la compra de municiones en un distribuidor, tienda minorista o en línea.
A nivel federal, las armas de fuego nuevas deben ser transferidas por un distribuidor con licencia federal (FFL) con el formulario 4473 y verificación de antecedentes. Las armas de fuego usadas transferidas entre estados también deben pasar por un FFL. Las ventas intraestatales de entidades privadas no están obligadas a utilizar un FFL según la ley federal, pero muchos estados exigen que las FFL realicen transferencias de entidades privadas.
La ley federal no limita la cantidad de armas de fuego o la cantidad de municiones y suministros de recarga que puede tener un ciudadano privado.
Las pistolas de aire, las pistolas de encendido antiguo (carga de avancarga) y las pistolas fabricadas antes de 1899 no son armas de fuego según la ley de los EE. UU., aunque todavía se consideran armas mortales.
Hay dos clases de armas de fuego en los Estados Unidos:
Título I, armas de fuego GCA: Esto incluye todas las pistolas, rifles con un cañón de al menos 16" y una longitud total de 26", escopetas con un cañón de al menos 18" y una longitud total de 26", otras armas de fuego con una longitud total de 26" o más que estén ni pistola ni arma larga Las armas deportivas de más de calibre .50 son del Título I. Las armas no deportivas de más de .50 caen en la categoría del Título II a continuación.
Título II, NFA Armas de fuego. Las armas de fuego NFA incluyen:
Ametralladoras (armas de fuego totalmente automáticas, más de 1 disparo por función de gatillo)
Rifles de cañón corto (<16" cañón estriado o <26" OAL)
Escopetas de cañón corto (<18" de cañón de ánima lisa o <26" OAL)
Dispositivos destructivos (armas no deportivas de más de calibre .50, cualquier cosa con más de 1/4 de onza de contenido de explosivos)
Cualquier otra arma (generalmente, armas de fuego que no parecen armas de fuego o que serían "otras armas de fuego" de ánima lisa, excepto que la longitud total es demasiado corta)
Silenciadores (supresores, cualquier dispositivo diseñado o rediseñado y destinado a reducir el sonido de un disparo). Los supresores de sonido que están fijados de forma permanente a un arma que no sea de fuego (rifle de aire comprimido, cargador de avancarga) no se consideran silenciadores de armas de fuego y no están regulados.
Las personas no prohibidas mayores de 21 años pueden poseer armas de fuego NFA en la mayoría de los estados, aunque algunos estados prohíben algunas o todas de esta clase. Las armas de fuego de la NFA deben estar registradas y pasar por una aprobación de fabricación o transferencia de la ATF antes de que la persona pueda fabricar o tomar posesión del arma. Este proceso puede llevar meses, a veces incluso años. Requiere huellas dactilares, identificación con fotografía y un impuesto de $200 por solicitud (por arma). No existe una forma legal de fabricar o transferir un arma de fuego NFA sin pasar por este proceso.
Las armas de fuego completamente automáticas (ametralladoras) están muy restringidas y solo pueden ser propiedad de ciudadanos particulares si se fabricaron y registraron antes del 18 de mayo de 1986, a menos que una persona obtenga el estatus de SOT "Contribuyente Ocupacional Especial" como FFL "Armas de Fuego Federales". Titular de la licencia. Dado que a los civiles sin estatus SOT solo se les permite poseer ametralladoras fabricadas antes de 1986, el suministro finito ha provocado que el valor de mercado de las armas automáticas transferibles anteriores a 1986 sea de 20 a 50 veces mayor que el de sus contrapartes semiautomáticas (2022 ej., $ 500- $ 800 por un AR-15 básico, $20,000-$25,000 por un M-16).
La ley varía mucho de un estado a otro, tanto en su alcance como en su alcance.
Según el Código de EE. UU. 18 § 922 – Actos ilegales, las personas tienen prohibido poseer armas de fuego o municiones si:
- Han sido condenados por un delito grave, o cualquier otro delito por el cual podrían haber sido condenados a más de un año de prisión, o están bajo procesamiento por tal

son prófugos de la justicia
- Tienen seres condenado por un delito menor de violencia doméstica
- Son usuarios ilegales o adictos a cualquier sustancia ilegal controlada
- Han sido declarados mentalmente defectuosos
- Han sido dados de baja de las Fuerzas Armadas en condiciones deshonrosas
- Han renunciado a su ciudadanía estadounidense

El porte de armas, ya sea abiertamente u ocultas, está regulado por los estados, y estas leyes han cambiado rápidamente a partir de la última parte del siglo XX. Algunos estados permiten que los residentes porten armas de fuego sin un permiso, mientras que otros solo permiten el porte público de armas de fuego con la emisión de un permiso o licencia. Según la Ley de seguridad de los agentes del orden público, los agentes del orden actuales y anteriores pueden llevar armas a cualquier lugar (excepto propiedad privada donde están sujetos a las reglas del propietario y lugares públicos libres de armas como las escuelas) siempre que lleven consigo una identificación con fotografía de su agencia y han completado la capacitación anual de dicha agencia.
La ley federal brinda protección a los viajeros que pueden encontrarse pasando por estados con leyes de armas más restrictivas que su origen o destino. Siempre que las armas se transporten de acuerdo con FOPA y las armas sean de propiedad legal y no estén prohibidas en el origen o el destino, el viajero es inmune al enjuiciamiento.
Estar involucrado en el negocio de importar armas de fuego, comerciar con armas de fuego, armería o fabricar armas requiere una licencia en los Estados Unidos. Hay varios tipos de licencias, según la naturaleza del negocio, y algunas licencias tienen requisitos adicionales, como el registro en la Dirección de Controles Comerciales de Defensa.
Los ciudadanos privados en los Estados Unidos pueden fabricar armas para uso personal sin ninguna aprobación gubernamental o registro para armas de fuego del Título I GCA (las reglas de la NFA aún se aplican a las armas caseras). Sin embargo, se vuelve ilegal fabricar sin licencia si la intención es distribuir.
El gobierno federal de los Estados Unidos tiene prohibido por ley mantener un registro de propietarios de armas de fuego, aunque el registro NFA anterior a esta prohibición ha sido exento. Algunos estados tienen registro.

### Groenlandia
La posesión de la mayoría de las armas largas está permitida sin un permiso en Groenlandia, mientras que las armas de fuego y las pistolas semiautomáticas y totalmente automáticas requieren un permiso. En 2018, la enmienda propuesta a la ley de armas de fuego aumentaría la edad mínima para comprar armas a 16 años.

### Haití
La constitución de Haití otorga a los ciudadanos el derecho constitucional a poseer armas de fuego en el hogar. Sin embargo, debido al colapso de un sistema de licencias, no se emiten nuevas licencias excepto para exmiembros del ejército. El registro de Armas de Fuego también ha dejado de existir, pero el derecho constitucional a poseer armas de fuego sigue vigente —al menos de acuerdo con la ley, si no en la práctica— independientemente de las interrupciones del sistema.

### Honduras
Las leyes de armas en Honduras se establecen en la Ley de Control de Armas de Fuego, Municiones, Explosivos y Otros Materiales Relacionados del 2000. En abril de 2002, se formó el Registro Nacional de Armas, que requiere que todos los ciudadanos registren sus armas de fuego en el Ministerio de Defensa.
En el 2003, se aprobó una prohibición de ciertos "rifles de asalto", restringiendo a los ciudadanos la posesión de rifles de estilo militar como el AK-47 y el M-16. En 2007, un decreto adicional suspendió el derecho a portar abiertamente y ocultar un arma de fuego en público y limitó la cantidad de armas de fuego que una persona puede poseer.
En el 2007, un decreto adicional regulo el uso de armas para los civiles y solamente fue regido para la fuerza pública.

### Jamaica
Las leyes de armas en Jamaica se establecen en la Ley de Armas de Fuego y están reguladas por la Autoridad de Licencias de Armas de Fuego. Los solicitantes deben pasar una verificación de antecedentes policiales y completar un proceso de certificación para obtener una licencia de armas de fuego para escopetas, pistolas y rifles. Las escopetas y rifles para caza o tiro deportivo son más fáciles de obtener que las pistolas. Las armas completamente automáticas están prohibidas. Las pistolas se limitan a las de calibre inferior a .45 para revólveres o de 10 mm para pistolas. Las compras de municiones están limitadas a 250 rondas por año para escopetas y 50 para pistolas, y las solicitudes de municiones adicionales generalmente se otorgan durante la temporada de caza. Se requiere una caja fuerte para armas para el almacenamiento de todas las armas de fuego y municiones. Una vez obtenida la licencia, no se requiere ningún permiso adicional para portar un arma de fuego descubierta u oculta, a menos que se haya prohibido temporalmente el porte de armas de fuego en virtud del artículo 22 de la Ley.

### México
Según la Constitución Mexicana, Artículo 10, los ciudadanos y residentes legales tienen derecho a poseer y portar armas, pero solo pueden portarlas de conformidad con las normas policiales, es decir, el Artículo 32 de la "Ley Federal de Armas de Fuego y Explosivos". Los solicitantes deben: tener antecedentes penales limpios; ingresos y residencia comprobados (es decir, no puede estar sin hogar); realizado el servicio militar obligatorio; un certificado de buena salud (incluidas las pruebas de detección de drogas); justificado el uso del arma; ser empleado. Las nuevas armas de fuego se compran a través del Ministerio de Defensa. Las armas prohibidas incluyen: pistolas de gran calibre; escopetas con cañones de menos de 25 pulgadas (640 mm) o calibre mayor que 12; y rifles totalmente automáticos o de gran calibre. Se permite un arma de fuego para la defensa del hogar, pero debe registrarse dentro de los 30 días posteriores a la compra. Para la caza y el tiro deportivo, se permiten hasta nueve armas largas y una pistola, lo que requiere ser miembro de un club de caza o tiro. Los coleccionistas pueden estar autorizados a poseer armas adicionales y prohibidas. Se puede emitir una licencia de portación a los empleados de empresas de seguridad privada, y ciertas armas son exclusivas de las fuerzas armadas. Las licencias deben renovarse cada dos años.

### Panamá
La obtención de armas de fuego en Panamá requiere un Certificado de Posesión de Armas de Fuego (FPC), que requiere: verificación de antecedentes penales, prueba de drogas, prueba psicológica y entrenamiento en armas de fuego.  La edad mínima para poseer un arma de fuego es de 18 años. El FPC permite que el propietario mueva las armas de fuego, descargadas y guardadas, hacia y desde un campo de tiro. Es obligatorio al menos 6 horas de práctica anual en el campo de tiro. No hay restricciones de calibre de armas de fuego ni de capacidad del cargador y todo tipo de armas semiautomáticas están permitidas para propiedad civil. Las armas automáticas sólo pueden ser propiedad del Estado. La munición está restringida por tipo. Las municiones trazadoras, incendiarias, perforantes y explosivas están prohibidas para los civiles. Un FPC es válido por 10 años.
El porte oculto de armas de fuego está permitido a través de una Licencia de portación de armas de fuego (FCL). Una FCL tiene los mismos requisitos que una FPC, pero el transportista debe tener al menos 21 años de edad. Solo las pistolas, como pistolas y revólveres, están permitidas para portación oculta; sin embargo, se pueden llevar hasta dos pistolas cargadas simultáneamente. Una FCL es válida por 4 años.
El Ministerio de Seguridad Pública se encarga de todos los asuntos relacionados con las armas de fuego. Todas las armas de fuego de propiedad legal deben estar registradas a nombre de sus propietarios y aparecer en sus permisos. Se prohíbe la entrega directa o privada de armas de fuego. Un comprador debe presentar una solicitud al Ministerio de Seguridad que, si se aprueba, entregará los permisos actualizados y las armas de fuego directamente al dueño del artefacto Ningún propietario particular puede sacar un arma de fuego directamente de un comerciante. Se aplica una política de permiso de emisión obligatoria para todos los permisos; el estado debe emitir un permiso si el solicitante cumple con todos los requisitos. Las solicitudes de armas de fuego deben resolverse en 30 días hábiles o menos.
La importación de armas de fuego solo está permitida a comerciantes locales autorizados. Una persona no puede importar de forma privada sus propias armas de fuego mientras inmigra de otro país. Las armas de fuego se pueden sacar temporalmente del país para eventos deportivos o reparaciones.
Las armas de fuego están reguladas por el artículo 312 de la Constitución panameña de 1972 y la Ley General de Armas de Fuego, Municiones y Materiales Relacionados (Ley 57 de 2011).

### Paraguay
Para obtener una licencia de posesión de armas de fuego es necesario no tener antecedentes penales, tener al menos 22 años de edad y obtener un certificado de manejo seguro de un arma de fuego. El permiso de transporte requiere una buena razón. Las armas automáticas están prohibidas. A partir de 2014, hay 392.000 armas de fuego registradas y 1.961 permisos de porte emitidos a civiles. A 2014

### Uruguay
La ley uruguaya permite la posesión de armas de fuego sobre la base de la emisión. Estas armas de fuego deben ser de un calibre inferior a .50 BMG. Los permisos de porte se emiten en base a mayo, lo que en la práctica no es un problema, excepto para las personas que trabajan como guardias de seguridad privados. Los policías y militares pueden portar sus armas de fuego fuera de servicio sin necesidad de licencia. El porte legal de armas de fuego debe ser siempre de manera oculta, no se permite el porte abierto. En los últimos tiempos, los políticos de la coalición gobernante han expresado sus intenciones de permitir la emisión de permisos de portación oculta a los civiles. Con aproximadamente 35 armas de fuego civiles por cada 100 habitantes, Uruguay es el octavo país más armado del mundo y el más armado de América Latina.

### Venezuela
Durante la dictadura de Juan Vicente Gómez en 1914, se promulgó un decreto de desarme en el Distrito Federal, y posteriormente en 1919 se decretó una ley de desarme, ordenando a todo poseedor de armas entregarlas a las autoridades; las únicas excepciones fueron machetes y escopetas de caza. La justificación oficial ofrecida fue para disminuir el crimen, pero la ley finalmente se utilizó para desarmar a la población y prevenir posibles levantamientos.  El historiador Manuel Caballero argumentó que si bien la intención final de Gómez era evitar que sus enemigos obtuvieran armas, la ley contribuyó a evitar guerras civiles en Venezuela durante el próximo siglo.
En el 2012, Venezuela prohibió la venta privada de armas de fuego y municiones con la esperanza de reducir las tasas de criminalidad. El Ejército, la policía y ciertos grupos de confianza del gobierno (colectivos) están exentos de la prohibición y pueden comprar armas de fuego a fabricantes estatales. En 2013 Venezuela dejó de emitir nuevas licencias de armas de fuego. En el 2017, el gobierno prohibió portar armas de fuego en lugares públicos.